# Barra da Tijuca
Barra da Tijuca, poznatije i kao Barra, gradsko je naselje u zapadnom dijelu Rio de Janeira smješteno uz zapadne obale Atlantskog oceana. Barra je najpoznatija po svojim dugim, pješčanim plažama, brojnim jezerima i rijekama te načinu života. Iako na Barre zauzima samo 4,7% površine Rija na kojima živi 13% stanovništva grada, u Barri se sakupi 30% gradskih poreza, prireza i nameta. To je najrazvijenije gradsko naselje s najvišim životnim standardom u gradu i među najvišima u cijelom Brazilu, gdje HDI (ljudski indeks razvoja) iznosi visokih 0,96. 
Za razliku od središta grada, Barra se gradila samo 30 godina, uglavnom u modernističkom stilu s dugim i širokim ulicama (tzv. bulevardima). Spoj suvremenog i modernističkog djelo je brazilskog arhitekta i urbanista Lúcija Coste, poznatog po uređenju glavnog grada Brasilije. Naselje je isprepleteno vrtovima i parkovima, trgovačkim centrima, hotelima, turističkim smještajima i livadama. Barra je zbog ubrzanog razvoja Brazila privukla mnoge poznate svjetske kompanije, koje ovdje imaju sjedišta za Brazil i Južnu Ameriku. Barra he ujedno i najluksuzniji i najsigurniji dio grada namijenjen bogatim građanima i posjetiteljima Rija.
Ova gradska četvrt je vrlo poznata po američkom utjecaju na način života i Trgovačkom centru Barra sa 700 trgovina, 10 hotela i 10 restorana uz plažu dugu 17 kilometara. Na dugim plažama, uz daskanje, najpopularniji športovi su puštanje zmajeva i odbojka na pijesku.
Za potrebe Olimpijskih igara 2016. u gradskom naselju je izgrađena sportska dvorana Carioca Arena 1.